# Ланксен, Луи-До де
Луи́-До де Ланксе́н (фр. Louis-Do de Lencquesaing), полное имя Луи́-Домини́к де Ланксе́н (фр. Louis-Do de Lencquesaing; 25 декабря 1963 года, Париж, Франция) — французский театральный и киноактёр, режиссёр и сценарист. В качестве актёра исполнитель преимущественно ролей второго плана. Снимался в фильмах самых разных стилей и направлений — от арт-хауса до блокбастеров.

## Биография

### Ранние годы
Луи-До де Ланксен родился в престижном парижском XVI округе 25 декабря 1963 года. Окончив курсы актёрского мастерства под Жана Перимони, выступал в качестве театрального актёра в постановках пьес «Деревня» Мартина Кримпа и «Подорванные» Сары Кейн. Работал в театре с такими режиссёрами, как Брюно Байан, Валер Новарина и Андре Анжель.

### Карьера
Дебютировал в кино в 1990 году в короткометражном фильме «Последние часы тысячелетия» (фр.  Les Dernières heures du millénaire) Седрика Кана. 1991 году снялся уже в двух полнометражных фильмах — «Жизнь мертвецов» (фр. La Vie des morts) Арно Деплешена и «Мадам Бовари» Клода Шаброля. Из фильмов, в которых снялся Ланксен в последующие годы, можно выделить такие фильмы, как "Часовой Арно Деплешена (1992), «Увы мне» Жан-Люка Годара (1993), «Страстные тела» Ксавье Джанноли (2003), «Скрытое» Михаэля Ханеке (2005, с Даниэлем Отёйем и Жюльет Бинош).
В 2011 году на Каннском кинофестивале были представлены сразу три фильма с участием Луи-До: «Дом терпимости» Бертрана Бонелло, «Моя маленькая принцесса» Евы Ионеско и «Палиция» Майвенн, где он сыграл вместе со своей дочерью Алис де Ланкесен. Все три фильма посвящены половым извращениям и получили очень противоречивую критику.
В 2014 году вышли сразу пять фильмов с участием Луи-До де Ланксена, среди которых «Успешного выздоровления!» Жана Беккера и «Поющее завтра» Николя Кастро, где он сыграл вместе с Летицией Кастой. Всего по состоянию на конец 2021 года Ланксен исполнил роли в 85 кинофильмах и 10 сериалах.
С 1999 года Луи-До де Ланксен выступает также в качестве режиссёра — по состоянию на конец 2021 года Ланксен снял 5 полнометражных фильмов (ещё 1 находился в производстве) в двух из которых он выступал в качестве сценариста и продюсера. Снятые Луи-До де Ланксеном фильмы 10 раз номинировались на премии различных кинофестивалей, но ни разу не получили их.

### Личная жизнь
Луи-До де Ланксен был дважды женат — со своей первой женой, кинооператором Каролин Шанпетье у него в 1991 году родилась дочь Алис де Ланкесен, ставшая позднее актрисой. Вторую жену зовут Орелия Алкаис, с ней у Луи-До родился пока малолетний сын по имени Леонар.

## Избранная фильмография
- Мадам Бовари (1991)
- Увы, мне... (1993) ― Людовиг
- Сентиментальные судьбы (2000) ― Артур
- Скрытое (2005) ― владелец книжного магазина
- Палиция (2011) ― г-н де ла Фоблез
- Дом терпимости (2011) ― Мишо
- Моя маленькая принцесса (2011) ― Антуан Дюпюи, издатель
- Искусство любить (2011) ― Людовиг
- Секса много не бывает (2011) ― Жан-Франсуа Трюффар – учитель Филона
- Откровения (2011) ― Патрик
- Париж-Манхэттен (2012) ― Пьер
- Притворись моим парнем (2013) ― Жульен
- Франкофония (2015) ― Жак Жожар
- Танцовщица (2016) ― Арман Дюпоншель – директор оперы
- Один король — одна Франция (2018) ― Людовик XIV
- Утраченные иллюзии (2021)
- Модный дом[фр.] (телесериал, 2024) — Ян де Геенёк де Буашу